# Aceguá (Brazília)
Aceguá egy község (município) Brazíliában, Rio Grande do Sul államban. 2022-ben népességét 4170 főre becsülték. Az uruguayi határon fekszik, a községközpontot kettévágja a nemzetközi határ, a másik oldalon az uruguayi Aceguá van.

## Története
A környék korai lakói charrua, guenoa és minuano őslakosok voltak. 1660-ban a Banda Orientalból érkező spanyolok behatoltak az Aceguá-hegységbe, és 1683-ban megalapították a Santo André dos Guenoas redukciót. A következő történelmi híradás 1753 decemberéből maradt fenn, amikor portugál és spanyol seregek elérték a Rio Negro forrásvidékét, amely terület ma Uruguayhoz tartozik. A portugálok egy közeli helyen, a mai Aceguá község területén katonai ünnepséget tartottak, ahol tiszteket léptettek elő, ezért a hely a Campo das Mercês (kitüntetések, juttatások mezeje) nevet kapta.
A határ véglegesítése után Aceguá (akkori nevén Coxilha Seca) városa a Brazília és Uruguay közötti informális kereskedelem eredményeként jött létre. Etnikai összetétele sokszínű: portugálok, spanyolok, indiánok és afrikaiak leszármazottai alkották; később németek és arabok is érkeztek, ami fellendítette a helyi kereskedelmet.
1897-ben a környéket Bagé kerületévé nyilvánították Coxilha Seca néven. 1938-ban vette fel az Aceguá nevet; a tupi eredetű elnevezés jelentése „az örök nyugalom helye” (yace-guab). 1996-ban függetlenedett Bagétől, és 2001-ben önálló községgé alakult.

## Leírása
Székhelye Aceguá, további kerületei Colônia Nova, Minuano, Rio Negro. Az uruguayi határon fekszik, a várost kettévágja a nemzetközi határ, a brazil oldalon a községközpont, a másik oldalon testvérvárosa, az uruguayi Aceguá van. Mindkét városban a „portunhol” nevű portugál–spanyol keveréknyelvet beszélik, amely az uruguayiak és a brazilok együttélésének eredménye. A brazil Aceguá község területe 1551 négyzetkilométer, a lakosság mintegy háromnegyede vidéken él, és német, spanyol, olasz, portugál és quilombola etnikai csoportok alkotják. Védőszentje a Hódító Szűzanya (Nossa Senhora Conquistadora), a katolikus vallás mellett jelen van az evangélikus, mennonita és spiritiszta is. Három iskola működik a községben. Agrárközség, jellemző a hús- és tejmarha tenyésztése, lótenyésztés, rizs-, szója-, olajbogyó-termesztés.